# Altiero Spinelli
Altiero Spinelli (Rim, 31. kolovoza 1907. – Rim, 23. svibnja 1986.) bio je talijanski političar, politički teoretičar i europski federalist. Njegova je politička misao i rad udarila temelje ideji ujedinjene Europe, stoga se smatra jednim od osnivača Europske unije.
Spinelli je u mladosti bio komunist i militantni antifašist, te je zbog svog političkog djelovanja za vrijeme fašističkog režima u Italiji bio uhićen i deset godina zatočen u zatvoru. Razočaran u staljinizam, prekinuo je vezu s Komunističkom partijom Italije 1937. godine. Za trajanja svog zatočeništva u zatvoru na otoku Ventotene tijekom Drugog svjetskog rata, godine 1941. je zajedno s kolegama demokratskim socijalistima napisao Manifest za slobodnu i ujedinjenu Europu (poznatiji kao Ventotenski manifest), koji se danas smatra pretečom procesa europskih integracija.
Imao je vodeću ulogu u utemeljenju europskog federalističkog pokreta i imao je snažan utjecaj na prvih nekoliko desetljeća europskih integracija nakon Drugog svjetskog rata. Kasnije je doprinio ponovnom pokretanju procesa integracija 1980-ih. Bio je član Europske komisije šest godina i zastupnik u Europskom parlamentu deset godina sve do svoje smrti. Njemu u čast nazvana je jedna od dvije glavne zgrade Europskog parlamenta u Bruxellesu.

## Životopis
Altiero Spinelli je rođen u Rimu i u ranoj mladosti pridružio se Komunističkoj partiji Italije (PCd'I) u borbi protiv režima Nacionalne fašističke stranke Benita Mussolinija. Godine 1927. uhićen je zbog pisanja propagandnog materijala i osuđen na šesnaest godina i osam mjeseci zatvora od kojih će u zatvoru provesti deset. Nakon višestrukih premještanja u različite zatvorske strukture, tijekom Drugog svjetskog rata interniran je u zatvor na otoku Ventotene (u Laziju) zajedno s oko osam stotina drugih političkih protivnika režima. Zbog svog suprotstavljanja staljinizmu, godine 1937. izbačen je iz Komunističke partije Italije, pod optužbom da podriva boljševičku ideologiju i podupire trockizam.

### Ventotenski manifest
U lipnju 1941., puno prije nego što se nazirao ishod rata, Spinelli i zatvorenik Ernesto Rossi napisali su tzv. Ventotenski manifest naslovljen "Za slobodnu i ujedinjenu Europu" (tal. Per un'Europa libera e unita) koji teoretizira da bi u slučaju potpunog poraza fašističkih sila bilo uzaludno kad bi došlo do ponovnog uspostavljanja starog europskog sustava suverenih nacionalnih država s promjenjivim savezništvima. To bi neizbježno opet vodilo u rat. U dokumentu se traži da demokratske zemlje nakon rata uspostave europsku federaciju. Zbog tajnosti i nedostatka odgovarajućih materijala u zatvorskim uvjetima, Manifest je bio ispisan na papiru za cigarete, skriven u lažnom dnu limene kutije, a komunistička aktivistica i buduća Spinelilijeva supruga Ursula Hirschmann prokrijumčarila ga je na kopno. Manifest je potom tiskan, umnožen i distribuiran među pripadnicima talijanskog pokreta otpora, a kasnije je usvojen kao program Europskog federalističkog pokreta, kojeg su kasnije osnovali Spinelli, Colorni i još 20-ak zatvorenika netom nakon izlaska iz zatvora. Osnivački sastanak održan je u tajnosti u Milanu 27. i 28. kolovoza 1943. godine.
Ventotenski manifest se pred sam kraj rata proširio i među drugim pokretima otpora izvan Italije. Čelnici pokreta otpora nekoliko zemalja tajno su se sastali na sastanku u Ženevi 1944. godine na kojem je prisustvovao i Spinelli.
Inspirirani Manifestom, sudionici su iznijeli prijedlog stvaranja europske federacije država čiji je primarni cilj bio toliko usko povezati europske zemlje da više neće moći međusobno ratovati. Kao i u mnogim europskim ljevičarskim političkim krugovima, ovakav je pomak prema federalističkim idejama argumentiran kao reakcija na destruktivne ekscese nacionalizma. Stoga se tadašnja ideološka podloga projekta ujedinjene Europe može definirati kao oblik neprijateljstva prema nacionalizmu: "Ako se uspostavi poratni poredak u kojem će svaka država zadržati svoj potpuni nacionalni suverenitet, postojat će osnova za izbijanje Trećeg svjetskog rata čak i nakon uništenja pokušaja nacista za dominacijom njemačke rase u Europi." (osnivački sastanak MFE).

### Zagovaranje europskog federalizma
Nakon rata, Spinelli je na čelu federalističkog pokreta MFE odigrao ključnu ulogu u ranim fazama europskih integracija, kritizirajući doktrinu integracije malim koracima i dominaciju nadnacionalnih organizacija predvođenih predstavnicima nacionalnih vlada, osjećajući čak i da je šansa za ujedinjenje Europe propuštena dok se ponovo uspostavlja moć suverenih država. Smatrao je da su države zapadne Europe institucionalno prelabavo povezane funkcionalističkim OEEC-om i uglavnom simboličnim Vijećem Europe, a čak je i Europsku zajednicu za ugljen i čelik (ECSC) smatrao previše sektorskom. MFE je vjerovao da se vlade same nikada neće odreći svoje nacionalne moći bez pritiska naroda. Oni su zagovarali pokretanje europske konstitutivne skupštine za izradu europskog ustava.
Njihov je pritisak na posljetku rezultirao "ad hoc" sastankom na vrhu europskih vlada 1952. – 1953. Spinelli je nagovorio talijanskog premijera Alcidea de Gasperija da u pregovorima inzistira na potpisivanju ugovora o osnivanju Europske obrambene zajednice (EDC) i o odredbi da parlamentarna skupština izradi planove za smještanje EDC-a, ECSC-a i ostalih nadnacionalnih organizacija u globalni ustavni okvir koji će "zamijeniti sadašnje privremene organizacije" s "naknadnom saveznom ili konfederalnom strukturom koja se temelji na načelu podjele vlasti i koja ima posebni dvodomni sustav zastupanja". Skupština je pozvana da iznese svoje prijedloge u roku od šest mjeseci od konstituirajuće sjednice nakon stupanja na snagu ugovora o EDC-u. U stvari su ministri vanjskih poslova, sastavši se tri mjeseca nakon potpisivanja ugovora o EDC-u, pozvali Skupštinu ECSC-a da odmah izradi "ugovor koji čini europsko političko tijelo" ne čekajući ratifikaciju ugovora o EDC-u.
Spinelli je odigrao značajnu ulogu kao savjetnik oko izrade prijedloga skupštine za europski "statut". Međutim, odbijanje Francuske da ratificira ugovor o EDC-u značio je propast ovog prvog pokušaja europskih političkih integracija, no neke od njegovih ideja preuzete su u kasnijim procesima integriranja.

### Europski političar
Nakon neuspjeha ratifikacije ugovora o osnivanju Europskih obrambenih snaga (EDC) i kasnijeg "ponovnog pokretanja" integracija radom odbora na čelu s Paul-Henri Spaakom što je dovelo do Ugovora o EEZ-u 1958. godine, Spinelli je krenuo u svoj "dugi marš kroz institucije" prepoznajući da su institucije EEZ-a jedini stvarni postojeći oblik europske integracije, ali još uvijek nedovoljne i da im nedostaje demokratski legitimitet. Talijanska ga je vlada 1970. nominirala za člana Europske komisije od 1970. do 1976. godine kao visokog predstavnika za industrijsku politiku i poduzetništvo.
Spinelli se odlučio kandidirati na prvim izravnim izborima za Europski parlament 1979. godine. Učinio je to kao neovisni kandidat na listi Talijanske komunističke partije, koja je tada postala eurokomunistička stranka i željela je imati istaknute neovisne ličnosti na njezinoj izbornoj listi. Nakon što je izabran kao zastupnik u Europskom parlamentu, pokrenuo je inicijativu da prvi izabrani parlament iskoristi svoj demokratski legitimitet i pokrene radikalnu reformu Europske zajednice i transformira je u demokratsku europsku državu.
U tu svrhu počeo je oko sebe okupljati istomišljenike u Europskom parlamentu vodeći računa da uključi članove različitih političkih skupina. Na početnom sastanku u restoranu "Crocodile" u Strasbourgu osnovan je tzv. "Crocodile Club", koji je nakon što je brojčano ojačao podnio prijedlog Parlamentu za osnivanje posebnog odbora za izradu prijedloga novog ugovora o Uniji. Odbor će na posljetku biti osnovan u siječnju 1982. kao Odbor za institucionalne poslove sa Spinellijem kao generalnim izvjestiteljem.
Ideja je bila da Europski parlament djeluje kao konstituirajuća skupština, iako je Spinelli bio spreman na kompromise na putu da osigura široku većinu tijekom tog procesa. Europski je parlament 14. veljače 1984. usvojio njegovo izvješće i odobrio Nacrt ugovora o osnivanju Europske unije. Odluka je donesena s 237 glasova za i 31 protiv (43 suzdržana).
Spinellijev projekt ubrzo su pokopale vlade država članica, međutim dao je poticaj pregovorima koji su doveli do Jedinstvenog europskog akta 1986. i Ugovora iz Maastrichta 1992. godine. To se dogodilo i pritiskom nekoliko nacionalnih parlamenata, koji su usvojili rezolucije kojima se odobrava Nacrt ugovora i pritiskom francuskog predsjednika Françoisa Mitterranda koji je nakon sastanka sa Spinellijem održao govor u Europskom parlamentu i dao punu podršku Spinellijevim idejama integracije, preokrenuvši tako francusku politiku (od Charlesa De Gaullea na dalje) neprijateljstva prema bilo kakvim europskim integracijama različitim od međuvladinog modela. Ovaj zamah bio je dovoljan da se dobije podrška većine nacionalnih vlada za pokretanje postupka revizije ugovora.

## Osobni život
Altiero Spinelli se oženio s njemačkom antifašističkom aktivisticom i kolegicom zagovornicom europskog federalizma Ursulom Hirschmann 1945. godine i zajedno su dobili tri kćeri: Dianu Spinelli, Barbaru Spinelli i Saru Spinelli. Ursula je već imala tri kćeri (Silviju, Renatu i Evu) iz prvog braka s Eugeniom Colornijem, kojeg su nacisti ubili u Rimu 1944. godine. Altierova pokćerka Eva Colorni bila je udana za indijskog ekonomista Amartya Sena.

## Utjecaj
Iako sadašnji ugovori nisu u skladu s onim što je Spinelli zagovarao, njegovi su napori pokrenuli novi zamah u europskim integracijama, uključujući i bitno proširenje ovlasti Europskog parlamenta unutar sustava EU-a. U čast njegovom radu po njemu je nazvana najveća zgrada kompleksa Europskog parlamenta u Bruxellesu.
Dana 15. rujna 2010. godine pod imenom Spinelli Group osnovana je inicijativa za oživljavanje težnje za federalizacijom Europske unije (EU). Istaknuti pristaše grupe su: Jacques Delors, Joschka Fischer, Daniel Cohn-Bendit, Andrew Duff, Elmar Brok.

## Počasti
- Diploma ad honorem, Sveučilište u Hullu, 1984.
- Diploma ad honorem in memoriam, Sveučilište u Paviji, 1988.
- Diploma ad honorem, Sveučilište Loughborough, 1973.

## Vanjske poveznice
- Mrežna stranica Komiteta za proslavu stogodišnjice Spinellijevog rođenja 1907. – 2007., pristupljeno 17. srpnja 2021.
- Privatna korespondencija Alberta Spinellija u Povijesnom arhivu EU u Firenci, pristupljeno 17. srpnja 2021.
- Tekst Ventotenskog manifesta, pristupljeno 17. srpnja 2021.
- Nacrt Ugovora o osnivanju Europske unije  Arhivirana inačica izvorne stranice od 24. svibnja 2021. (Wayback Machine), pristupljeno 17. srpnja 2021.
- Agustín José Menéndez (ed.): Altiero Spinelli – od Ventotenskog manifesta do Europskog ustava. Oslo 2007  Arhivirana inačica izvorne stranice od 28. listopada 2021. (Wayback Machine), pristupljeno 17. srpnja 2021.